# Зелен скакалец
Зеленият скакалец (Tettigonia viridissima) е най-едрият скакалец, срещан в нашите ширини. Среща се навсякъде, а повредите които нанася се изразяват в нагризване на листата.

## Морфологични особености
- Възрастно насекомо. То е зелено с кафяви петна. Пипалата са по-дълги от тялото и достигат до края на крилата. На преднегръда има два надлъжни шипа и една кафява разлята ивица по средата. При женските индивиди коремчето завършва със саблевидно яйцеполагало. Дължината на тялото е 30-40 mm, а при женските индивиди заедно с яйцепологалото достига 70 mm.
- Яйцата и ларвите са характерни за скакалците и не се различават съществено по форма и по начин на развитие от яйцата и ларвите на италианския и мароканския скакалци.

## Биологични особености
- Зеленият скакалец развива едно поколение годишно при нашите условия, зимува като яйце в почвата; излюпването на ларвите става от средата до края на април.
- Ларвите преминават 5 възрасти, като по време на третата възраст се появяват зачатъчните крила.
- Възрастните насекоми се появяват в края на юни и през юли, чифтосват се и се движат през летните месеци по двойки. Обикновено се активизират привечер, а през нощта мъжките индивиди издават характерен звук.
- Оплодената женска снася яйцата си поединично, полагайки ги в необработваеми почви – ливади, поляни, целини и др.